# Береза Юрій Павлович (поет)
Ю́рій Па́влович Бере́за (* 22 травня 1955, село Городище Шепетівського району Хмельницької області) — український поет-сатирик, гуморист, журналіст. Брат письменника Миколи Берези.

## Біографічні відомості
Народився 22 травня 1955 р. в с. Городище Шепетівського району Хмельницької області. Після закінчення школи працював у місцевому господарстві. Навчався на філологічному факультеті Рівненського педагогічного інституту. Працював учителем української мови і літератури на Рівненщині.
З 1982 року — на журналістській роботі. Був членом Рівненської обласної редколегії з випуску серії книг «Реабілітовані історією».

## Творчість
Друкуватися розпочав зі шкільних років. Його вірші, гуморески, усмішки, повісті публікувалися в республіканських газетах, журналах, у колективних збірниках та альманахах.
Автор збірок гумору і сатири «Щастить же людям», «Хронічне нещастя», «Дефіцитний фанат», «Оглядини з виграшем», «Не роззявляйте рота!», «Не вішай носа в шафу!», «Безпрограшна лотерея». Лауреат премій ім. Остапа Вишні, імені Степана Руданського, Рівненської просвітянської премії імені Григорія Чубая, обласної літературної премії імені Світочів, обласної Нобельської премії, літературної премії імені Олега Чорногуза.
На його вірші написані пісні.
Автор збірок сатири і гумору:
- «Щастить же людям» (1990),
- «Хронічне нещастя» (1991),
- «Дефіцитний фанат» (1992),
- «Оглядини з виграшем» (1993),
- «Не роззявляйте рота!» (1995),
- «Не вішай носа в шафу!» (2002),
- «Копитентний керівник» (2002),
- «Безпрограшна лотерея» (2005),
- «Короткими перебіжками» (2006),
- «Трофеї чи жертви?» (2012),
- «Нагадки про мовні порядки» (2014),
- «Усмішкою витру сльозу» (2016),
- «Перелаз на Парнас» (2017),
- «Ми — у грі» (2018),
- «Що кому» (2018),
- «Чесне пенсіонерське»[7] (2019),
- «Сучасні тенденції» (2020),
- «Серце — не острів» (2021),
- «Новітня ріпка» Т. 1-2 (2023),
- «Бархан» (2024)

Член Національної спілки письменників України. Нагороджений Грамотою Міністерства освіти і науки України.
- Всеукраїнська літературно-мистецька премія імені Степана Руданського (2019) — за книгу сатири і гумору «Що кому» (ІІ премія).[8]